# Szíjtégla
A szíjtégla jellegzetes mezopotámiai építőanyag, a napon szárított vályogtégla méret és alak szerinti megnevezése. 
Nevét alakja után kapta, általában négyzetes keresztmetszetű, a rövidebb élhez képest hosszú téglatípus. Nagyjából az 5×5 és 9×9 centiméteres átmérő és a 25–50 centiméteres hossz körül mozog, és általában kézzel egyengették ki, nem formában. Ez egyértelműen elkülöníti a plánkonvex téglától. Használata Dél-Mezopotámiára korlátozódik, néhány későbbi, archaizáló, vagy korábbi nyersanyagot újra felhasználó épületen kívül csak az i. e. 4. évezred második felében és a vége felé alkalmazták, ezért a leletanyagban jó korjelző.
A szíjtégla a téglaépítészet első nagyobb virágkorát hozta. Alkalmazásával könnyen és gyorsan lehetett nagy méretű építményeket létrehozni, ekkor rakták az elemeket először téglakötésbe. Ilyen anyaggal először i. e. 3400 körül Urukban dolgoztak, a későbbi Éanna helyén lévő korai templomok így készültek. Az i. e. 32. században általánossá válik, szinte minden épületet így emeltek, majd fokozatosan kiszorult a használatból.